# Fusinus severnsi
Fusinus severnsi is een slakkensoort uit de familie van de Fasciolariidae. De wetenschappelijke naam van de soort is voor het eerst geldig gepubliceerd in 2008 door Goodwin & Kosuge.